# Eilicrinia tritomata
Eilicrinia tritomata är en fjärilsart som beskrevs av Fischer de Waldheim 1840. Eilicrinia tritomata ingår i släktet Eilicrinia och familjen mätare. Inga underarter finns listade i Catalogue of Life.